# نوزان ام رفل
شهر نوزان ام رفل  در ایالت شفوزان در کشور سوئیس واقع شده‌است که ۱۰٬۰۰۰ نفر جمعیت دارد.